# 藤原明子 (桓武朝)
藤原 明子（ふじわら の あきこ／めいし、生没年不詳）は、奈良時代後期の女官。姓は朝臣。位階は正五位下。

## 生涯
系譜は明らかではないが、記録から桓武朝初期の後宮に出仕していたことが分かる。
天応元年（781年）11月の桓武天皇の大嘗祭の折、無位から従五位下に叙され、延暦5年（786年）正月、正五位下に昇叙している。翌延暦6年（787年）10月、天皇が交野に行幸し、鷹狩りを行った際にも随伴したものと思われ、天皇が藤原継縄の別業を行宮とした折、継縄が百済王氏らを率いて種々の楽を演奏してもてなした際には正五位上を授けられている。
その後の記録は残されていない。

## 官歴
『続日本紀』による
- 天応元年（781年）11月16日：従五位下
- 延暦5年（786年）正月14日：正五位下
- 延暦6年（787年）10月20日：正五位上